# Mountain Province

Mountain Province

Mountain Province – prowincja na Filipinach w regionie Cordillera Administrative Region, położona w północno-środkowej części wyspy Luzon. Od zachodu graniczy z prowincją Ilocos Sur, od północy z prowincjami Kalinga i Abra, od zachodu z prowincją Isabela, od południa Ifugao i Benguet. Powierzchnia: 2097,3 km². Liczba ludności: 148 661 mieszkańców (2007). Gęstość zaludnienia wynosi 70,9 mieszk./km². Stolicą prowincji jest Bontoc.